# Kostel svatého Floriána (Oskava)
Kostel svatého Floriána v Oskavě na Šumpersku je stavba z roku 1785 s prvky klasicismu a empíru. Od roku 1843 je kostelem farním. 

## Historie
Původní dřevěný kostel v Oskavě byl postaven v roce 1775 na místě bývalé hutě knížete Liechtensteina, aby místní obyvatelé nemuseli chodit na mši do hodinu vzdáleného Mladoňova. V roce 1776 bylo povoleno zřídit v obci vlastní hřbitov. Od roku 1778 byl v Oskavě zaměstnán jako první kaplan páter Caspar Langer. Jeho zásluhou byl kostel rozšířen o dřevěnou přístavbu, obstaral potřebný mobiliář, liturgické předměty a nový oltářní obraz sv. Floriána. V roce 1779 přistoupil ke stavbě fary a školy. K farnosti byly v roce 1783 připojeny také obce Elend ( dnes Nemrlov) a Moskelle (dnes Mostkov). Starý kostel byl již značně zchátralý a kapacitně nepostačoval rostoucímu počtu farníků. Páter Langer byl hlavním organizátorem výstavby nového kostela, na který finančně přispěli nejen kníže Liechtenstein, ale také drobnými částkami nebo řemeslnými pracemi i místní občané. V září roku 1785 byl kostel slavnostně vysvěcen. Páter Langer zemřel v roce 1787. V roce 1935, u příležitosti 150. výročí výstavby farního kostela, byla na zeď umístěna pamětní deska s jeho jménem.
Hřbitov u kostela byl zrušen v roce 1874. Kostel měl dva zvony, které však byly během 1. světové války odvezeny. V roce 1926 se konalo slavnostní svěcení tří nových zvonů. Dva z nich byly zrekvírovány za 2. světové války, zůstal jen nejmenší.
V roce 2004 byla při rekonstrukci střechy provedena demolice stropu a ponechán odkrytý krov. Roku 2012 byla provedena výmalba celého kostela. V roce 2016 byla opravena fasáda a průčelí kostela.

## Popis
Kostel je jednoduchá stavba obdélného půdorysu s mírně užším, půlkruhově zakončeným presbytářem. Kostel není orientován, kvadratická věž s hodinovými ciferníky je na severní části stavby. Zakončená je nízkým jehlanem s makovicí a křížem. Střecha je sedlová, nad presbytářem zvalbená. K zadní části kostela je přistavěna obdélníková sakristie.
Uprostřed průčelí je portál se segmentovým záklenkem a kamenným ostěním, ve vrcholu nadpraží klenák s rytým letopočtem 1803.  Fasády jsou hladké, pouze průčelí je členěno lizénami.  Okna lodi jsou obdélného tvaru se záklenky, dvě okna v presbytáři jsou zdobena vitrážemi. U kostela stojí kamenný kříž s korpusem Ježíše Krista. 
Interiér je prostý. Původní plochý strop byl odstraněn a zůstal odkrytý dřevěný krov, který působí dojmem vnitřku obráceného člunu. Hlavní oltář zdobí obraz sv. Floriána v bohatě vyřezávaném rámu. Po stranách lodi jsou zavěšeny reliéfy zastavení křížové cesty. Ve vstupní části je prostor rozdělen kruchtou s profilovaným vyřezávaným zábradlím. Na kruchtě jsou původní varhany.